# Rosa Sels
Rosa Sels (ur. 26 września 1943 w Vorselaar) – belgijska kolarka szosowa, trzykrotna medalistka mistrzostw świata.

## Kariera
Pierwszy sukces w karierze Rosa Sels osiągnęła w 1960 roku, kiedy na mistrzostwach świata w Karl-Marx-Stadt zdobyła srebrny medal w wyścigu ze startu wspólnego. W zawodach tych wyprzedziła ja tylko Brytyjka Beryl Burton, a trzecie miejsce zajęła Elisabeth Kleinhans z NRD. Wynik ten Belgijka powtórzyła na rozgrywanych trzy lata później mistrzostwach świata w Ronse, gdzie uległa jedynie swej rodaczce Yvonne Reynders. W tej samej konkurencji zajęła również trzecie miejsce na mistrzostwach świata w Sallanches, gdzie lepsze były tylko dwie reprezentantki Związku Radzieckiego: Emīlija Sonka oraz Galina Judina. Ponadto czterokrotnie zdobywała medale mistrzostw Belgii, w tym złoty w 1960 roku. Nigdy nie wystąpiła na igrzyskach olimpijskich (kobiety zaczęły rywalizację olimpijską w kolarstwie w 1984 roku).
Jej bracia: Edward i Karel również byli kolarzami.